# Carmen Oliver Jaquero
María Carmen Oliver Jaquero, née le 22 mai 1969 à Albacete, est une femme politique espagnole socialiste anciennement maire d'Albacete.

## Biographie
Licenciée en droit, elle a travaillé dans les services de soutien aux femmes battues de l'Association des femmes séparées et divorcées (AMUSYD) d'Albacete.
Elle est membre de l'association des femmes juristes THEMIS, est mariée et mère de deux enfants.

## Carrière politique
Le 25 mai 2003, elle est élue au conseil municipal d'Albacete et devient conseillère aux Femmes de l'équipe municipale conduite par Manuel Pérez Castell. À partir de l'année suivante, elle cumule ce poste avec celui de porte-parole du groupe municipal du PSOE et est nommée première adjointe au maire.
Quatre ans plus tard, le 27 mai 2007, elle est en deuxième position sur la liste municipale socialiste, et se voit donc réélue au conseil municipal de la ville. Elle reste première adjointe et obtient sept délégations dans le domaine social : Participation, Personnes âgées, Associations socio-sanitaires, Action sociale, Affaires des gitans, Femmes et Quartiers.
Le 14 décembre 2007, le maire Manuel Pérez Castell annonce qu'il quittera son poste après les élections législatives du 9 mars 2008, pour lesquelles il sera tête de liste du PSOE dans la province d'Albacete. Cette démission se produit le 26 mars 2008.
Cinq jours plus tard, Carmen Oliver Jaquero est élue maire d'Albacete par le conseil municipal avec le soutien de son parti et de la Gauche unie (IU).
Après sa défaite aux municipales de 2011, elle est remplacée par Carmen Bayod Guinalio.